# Juan Almenar
Juan Almenar (Valencia, siglo xv-siglo xvi) fue un médico español.

## Biografía
Natural de Valencia, era señor de Godella y Rocarfort. Doctor en medicina por la Universidad de Valencia, se dedicó también a las letras y a la astrología. Publicó en 1502 uno de los primeros textos en castellano sobre la sífilis, Libellus ad evitandum et expellendum morbum gallicum ut nunquam revertatur noviter inventus ac impressus, que se reimprimió al menos ocho veces en varias ciudades europeas.
Llamó a la enfermedad «patursa» o «pasión torpe saturnina» y la atribuyó al influjo de Saturno al entrar en la constelación Aries, además de a la corrupción del aire. En el tratado expuso las manifestaciones de la sífilis, propuso un régimen terapéutico, forma de transmisión y los factores pronósticos. En opinión de John Freind, Almenar fue un tímido imitador de los árabes y su descripción no añade nada a la hecha por Leoniceno. Por otra parte, Jean Astruc dijo que su obra era una copia de la de Juan Benedicto, extremo que desmintieron Mariano Seguer, quien afirmó que el plagio fue en dirección inversa, y Antonio Hernández Morejón, quien concluyó que los dos escritos eran originales.